# Marianne Bernard
Pour les articles homonymes, voir Bernard (patronyme).
Marianne Frances (Fanny) Bernard, née le 12 février 1839 à Bristol et morte le 9 avril 1926 dans la même ville, est principale du Girton College, de l'université de Cambridge, de 1875 à 1884.

## Biographie
Fanny Bernard naît à Bristol, fille de James Fogo Bernard, médecin, et de Marianne Amelia Lawrence, de Clifton. Son oncle maternel, John Lawrence, est gouverneur général des Indes de 1864 à 1869. Elle est éduquée à domicile, par des gouvernantes et passe quelque temps, avec son frère Charles Bernard (en), en Inde chez leur oncle. Elle fait ses études au Home and Colonial Training College. 
Elle est nommée « mistress », c'est-à-dire principale, du Girton College en 1875, première principale recrutée par voie d'annonce. Sa candidature n'est pas unanimement bien accueillie au sein du collège, certaines anciennes étudiantes soutenant la candidature de l'une d'entre elles, Louisa Lumsden, d'autres estimant que sa position sociale avait influencé la décision. Elle est notamment responsable de la comptabilité générale, de l'entretien des bâtiments et des terrains de l'école, du personnel, et doit établir les cours suivis par les étudiantes. Elle doit également organiser les cours donnés à Girton par des enseignants de l'université de Cambridge et rémunérer ceux-ci. Une épidémie de varicelle frappe le collège en mai 1878 et Marianne Bernard et une servante, vaccinées à cet effet, soignent les étudiantes en attendant qu'une infirmière qualifiée prenne la relève. Durant sa direction, le collège continue son expansion, autant sur le plan académique — Constance Jones et une autre étudiante obtiennent une mention très bien aux tripos en 1880 —, que sur le plan matériel — la construction de deux extensions permet d'accueillir 70 étudiantes —. Pour répondre à ces nouveaux besoins, une principale adjointe est nommée, Elizabeth Welsh, en 1880. Elizabeth Welsh prend la succession de Fanny Bernard lorsque celle-ci quitte ses fonctions à l'été 1884 pour épouser Peter Wallwork Latham (en), professeur de médecine à Cambridge. Elle meurt à Bristol le 9 avril 1926.